# Eleccions regionals franceses de 1986

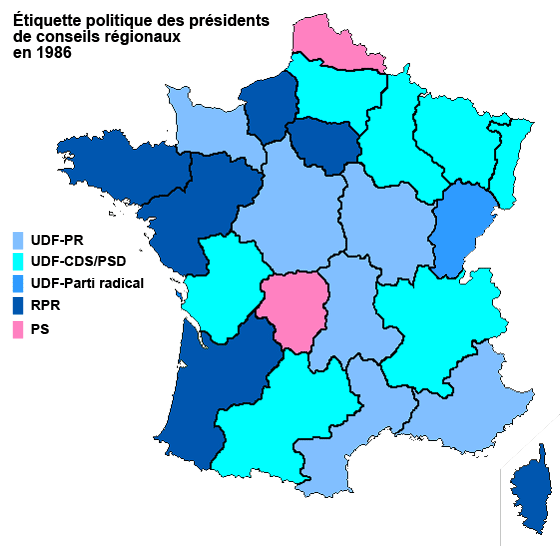
Resultats

A les Eleccions regionals franceses de 1986 de les 22 regions metropolitanes franceses 20 va guanyar la dreta:
- sis regions pel RPR
- sis regions per l'UDF (Parti républicain)
- sis regions per l'UDF (Centre dels Demòcrates Socials)
- una region per l'UDF (Partit Radical)
- una region per l'UDF (Parti social-démocrate)

Només a dues regions va guanyar el Partit Socialista: Nord-Pas-de-Calais i Llemosí.